# Stereografi
Stereografi (av grekiska stereo's, hård, och gra'fein, skriva), perspektivisk teckning av solida kroppar eller figurer på en plan yta som till exempel bild eller fotografi.